# Trasporti in Svezia
Questa voce raccoglie le principali tipologie di trasporti in Svezia.

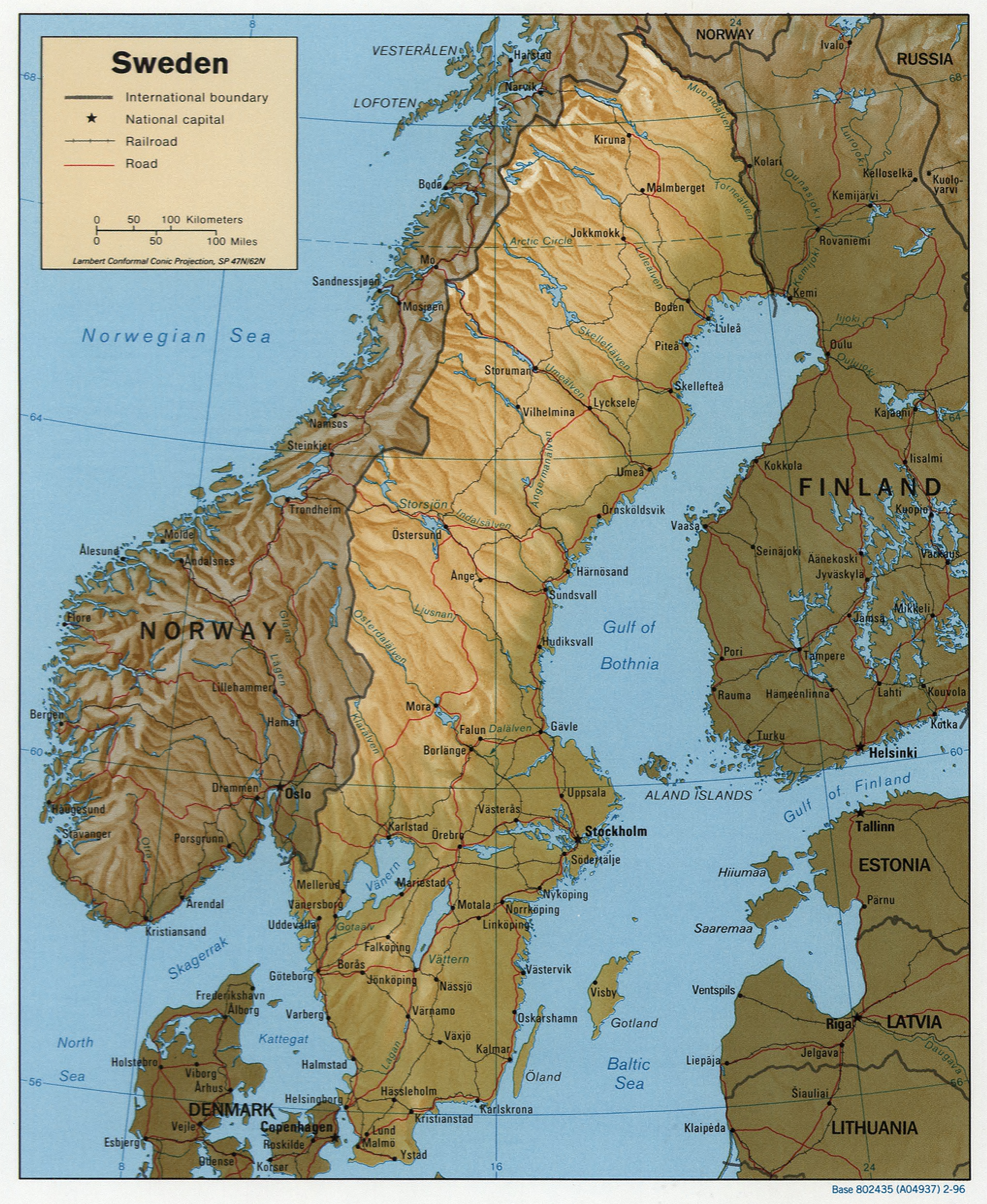
Svezia: carta geopolitica con rete stradale e
ferroviaria

## Trasporti su rotaia

### Rete ferroviaria
In totale: 13.042 km, 3.815 dei quali appartenenti a ferrovie private (dati 2001)
- Scartamento normale (1435 mm): 12.821 km, 7.918 dei quali elettrificati e solo 2.058 km a doppio binario.
- scartamento ridotto (891 mm): 221 km
- Gestore nazionale: Statens Järnvägar (SJ)
- Altri operatori: Arlanda Express, Bergslagernas Järnvägar, BK Tåg, Connex Tåg, Green Cargo e Tågkompaniet
- Collegamento a reti estere contigue
  - presente
    - con stesso scartamento (1435 mm): Danimarca e Norvegia (Malmbanan)
    - con cambio di scartamento (1435/1524 mm): Finlandia.

### Reti metropolitane
La metropolitana è presente soltanto a Stoccolma, aperta nel 1950, ed attualmente gestita dalla Storstockholms Lokaltrafik (SL).

### Reti tranviarie
Il servizio tranviario è presente, talvolta con caratteristiche di metropolitana leggera, a Göteborg, Lund, Norrköping e Stoccolma; le aziende di trasporto pubblico, operanti nelle suddette città, sono rispettivamente la Göteborgs Spårvägar (GS), la Norrköpings Spårvägar e la
Storstockholms Lokaltrafik.

## Trasporti su strada

### Rete stradale
In totale: 210.760 km (dati 1999)
- asfaltate: 162.707 km, 1.428 dei quali appartenenti a superstrade
- bianche: 48.053 km.

### Reti filoviarie
Attualmente in Svezia esistono bifilari solo nella cittadina portuale di Landskrona, che ha inaugurato il 27 settembre 2003 la filovia Landskrona-Stazione, gestita dalla Skånetrafiken.

### Autolinee
Nella capitale, Stoccolma, la Storstockholms Lokaltrafik espleta il servizio di trasporto pubblico; in tutte le città ed in altre zone abitate della Svezia sono presenti aziende pubbliche e private che gestiscono trasporti - urbani, suburbani, interurbani e turistici - esercitati con autobus.

## Trasporti aerei

### Aeroporti
In totale: 255 (dati 1999)
a) con piste di rullaggio pavimentate: 147
- oltre 3047 m: 3
- da 2438 a 3047 m: 11
- da 1524 a 2437 m: 80
- da 914 a 1523 m: 28
- sotto 914 m: 25

b) con piste di rullaggio non pavimentate: 108
- oltre 3047 m: 0
- da 2438 a 3047 m: 0
- da 1524 a 2437 m: 0
- da 914 a 1523 m: 5
- sotto 914 m: 103.

### Eliporti
In totale: 1 (dati 2000)

## Idrovie
La Svezia dispone di 2.052 km di acque interne (dati 1996)

### Porti e scali
- Göteborg
- Gävle
- Halmstad
- Helsingborg
- Hudiksvall
- Kalmar
- Kapellskär
- Karlshamn
- Malmö
- Norrköping
- Stoccolma
- Sundsvall
- Sölvesborg
- Varberg
- Västerås